# Кинабалу (национальный парк)
Национальный Парк Кинабалу (англ. Kinabalu National Park, малайск. Taman Negara Kinabalu), основанный в 1964 году, является первым национальным парком Малайзии, отнесённым ЮНЕСКО к категории Всемирного наследия в декабре 2000 года за «выдающиеся универсальные ценности» и ту роль, которую парк играет в качестве важнейшего биологического региона на Земле, где обитают более 4500 видов флоры и фауны, включая 326 птиц и около 100 млекопитающих, в четырёх климатических зонах.
Расположенный на западном берегу Сабаха, Малайзийской части Борнео, парк охватывает 754 км² в окружении горы Кинабалу, являющейся самой высокой в Юго-Восточной Азии (4095,2 м).
Парк — одно из самых популярных мест для посещения в Сабахе и Малайзии в целом. В 2004 году прибыло более 415 тыс. туристов, а также 43 тыс. скалолазов.
Парк знаменит своими орхидеями и плотоядными растениями, например, такими видами, как Непентес Раджа (Nepenthes rajah), а также гигантской красной пиявкой Кинабалу (Mimobdella buettikoferi) и гигантским червём Кинабалу (Pheretima darnleiensis)

## История
В 1895 году британский колониальный администратор Хью Лоу совершил экспедицию из Туарана и стал первопроходцем, достигшим вершины горы Кинабалу. Позднее его имя было присвоено самому высокому пику этой горы.